# Padang Kapuk
Padang Kapuk is een bestuurslaag in het regentschap Bengkulu Selatan van de provincie Bengkulu, Indonesië. Padang Kapuk telt 4027 inwoners (volkstelling 2010).